# Tatarskaja Piszla
Tatarskaja Piszla (ros. Татарская Пишля) – wieś (sieło) w Rosji, w Mordowii, w rejonie ruzajewskim. W 2010 liczyła 3271 mieszkańców.